# Сюар, Жан-Батист Антуан
Жан-Батист Антуан Сюар (1733—1817) — французский журналист, член Французской академии.

## Биография
До революции издавал «Gazette littéraire de l’Europe» (фр.) и «Gazette de France»; был цензором драматических произведений.
Во время революции сначала оставался в Париже и стоял в стороне от революционных событий, придерживаясь скорее роялистской партии. В эпоху террора покинул столицу и жил в деревенском затишье; одно время был выслан из Франции, вернулся обратно после переворота 18 брюмера. По возвращении основал «Le publiciste» и продолжал издавать его до 1810 г. В 1813 г. был выбран непременным секретарём академии.
Сюар прекрасно знал технику газетного и журнального дела; в своих суждениях он часто обнаруживает остроумие и наблюдательность, старается примирить самые разнородные взгляды; но ему почти всегда недостает твердости и определенности убеждений, широкого миросозерцания и сильного публицистического таланта.
Отдельно издал: «Lettres critiques» (1758), «Discours impartial sur les affaires actuelles de la librairie» (1777), «De la liberté de la presse» (1814) и мн. др.

## Награды
- Офицер ордена Почётного легиона